# Serviço de Material do Exército Português
O Serviço de Material (SMat) é o serviço do Exército Português responsável pelos assuntos de caráter técnico respeitantes à aquisição, manutenção e reabastecimento do material que não seja especificamente da competência de outras armas ou serviços.

## Organização
O Serviço de Material tem como órgão central a Direcção de Material e Transportes, diretamente dependente do Comando da Logística do Exército Português. 
Como órgãos de execução e de instrução o SMat dispõe do Regimento de Manutenção, do Depósito Geral de Material do Exército e do Centro Militar de Electrónica. Partilha com os restantes serviços do Exército a Escola Prática dos Serviços.
O SMat possui um quadro de pessoal privativo que, além de guarnecerem os órgãos do próprio serviço, guarnecem as subunidades de manutenção das unidades das diversas armas e asseguram a gestão das Oficinais Gerais de Material de Engenharia.

## Pessoal
Atualmente, o quadro de pessoal do Serviço de Material inclui:
- Oficiais QP (quadro permanente) engenheiros de material (MAT), das especialidades:
  - Engenharia mecânica militar,
  - Engenharia eletrotécnica militar;
- Sargentos QP de material (MAT);
- Oficiais QP técnicos de manutenção de material (TMANMAT);
- Oficiais RV/RC (regimes de voluntariado ou contrato) da área funcional AF21-M (Material), nas especialidades:
  - 689 (técnico de manutenção de armamento e munições),
  - 690 (técnico de manutenção de material auto),
  - 691 (técnico de manutenção de material eletrónico);
- Sargentos RV/RC da área funcional AF21-M, nas especialidades:
  - 709 (mecânico de armamento),
  - 725 (mecânico de viatura de rodas),
  - 694 (mecânico de equipamento eletrónico);
- Praças RV/RC das especialidades: 
  - 02 (mecânica),
  - 03 (mecânica auto),
  - 04 (mecânica de equipamentos de engenharia),
  - 05 (mecânica bate-chapas),
  - 06 (mecânica pintor auto),
  - 07 (serviços),
  - 08 (serviços correeiro-estofador),
  - 28 (metalomecânica).

Os oficiais QP de material são engenheiros mecânicos ou eletrotécnicos formados na Academia Militar. Os oficiais técnicos de manutenção de material são atualmente originários da categoria de sargentos, embora os primeiros, na década de 1950, tivessem sido recrutados entre oficiais milicianos. A maior parte do quadro é constituida por sargentos especialistas em diversas áreas técnicas, nomeadamente mecânicos de armamento, de viaturas, de instrumentos de precisão, de óptica, de radar, eletrónica, etc..

## História
O Serviço de Material foi organizado como serviço autónomo do Exército Português em 1956. Até aí, a maioria das suas funções era assegurada pela Arma de Artilharia. Nesse mesmo ano foi também criada a primeira unidade do serviço, a Companhia Divisionária de Manutenção de Material da Divisão Nun'Álvares. Em 1961 foi criada a Escola Prática do Serviço de Material.